# Clúster (sistema de archivos)

Estructura de disco que muestra:
(A) una pista (roja),
(B) un sector geométrico (azul),
(C) un sector de disco de una pista (magenta),
(D) un grupo de sectores o clúster (verde).

Un clúster (o unidad de asignación según la terminología de Microsoft, también llamado bloque en sistemas UNIX) es un conjunto de sectores contiguos  que componen la unidad más pequeña de almacenamiento de un disco. Los archivos se almacenan en uno o varios clústeres, dependiendo de su tamaño de unidad de asignación. Sin embargo, si el tamaño de archivo es menor que el tamaño de un clúster, este lo ocupa completo.
Esta unidad de asignación se establece de manera lógica al realizar el formato de cada partición. Su tamaño mínimo no puede ser inferior al tamaño del sector lógico. Por ejemplo, en los sistemas de archivos FAT más comunes, un clúster es un múltiplo de 512 bytes (el tamaño de un sector físico tradicional). En los discos modernos con Formato Avanzado (AF), el sector físico es de 4096 bytes; sin embargo, muchos de estos discos implementan una emulación de 512 bytes (512e) para compatibilidad, estableciendo el sector lógico en estos 512 bytes, aunque la unidad de asignación óptima para el rendimiento sigue siendo 4096 bytes o un múltiplo de esta.
Los sectores marcan las divisiones físicas del disco, siendo las unidades mínimas que el hardware puede leer o escribir, la desfragmentación reorganiza los clústeres para optimizar la lectura de archivos en los sistemas operativos.

## Sistemas de archivos
| - Windows: - FAT, - FAT16, - FAT32, - NTFS, - EFS, - exFAT. - ReFs. | - Linux: - ext2, - ext3, - ext4, - JFS, - ReiserFS, - XFS, - ExFAT. | - Mac: - HFS, - HFS+, - exFAT. |